# Fédération paraguayenne de rugby à XV
La Fédération paraguayenne de rugby à XV (officiellement en espagnol : Unión de Rugby del Paraguay) est l'instance qui régit l'organisation du rugby à XV au Paraguay.

## Historique
L'Unión de Rugby del Paraguay est fondée le 6 septembre 1970. Elle organise depuis le Campeonato Oficial de Rugby de Primera División, championnat du Paraguay.
Elle intègre en 1987 la Fédération internationale de rugby amateur, jusqu'en 1999, date à laquelle cette dernière réduit son périmètre d'action au continent européen. Le 14 octobre 1988, elle est l'une des cinq fédérations nationales à l'initiative de la création de la Confederación Sudamericana de Rugby, organisme régissant le rugby sur le continent sud-américain.
Elle devient en 1989 membre de l'International Rugby Board, organisme international du rugby à XV.
Elle est également membre du Comité olympique paraguayen.

## Identité visuelle
Le logo de la fédération est remanié en 2021,.

Évolution du logo
Logo abandonné en 2021.
Logo depuis 2021.

## Présidents
Les personnes suivantes se succèdent au poste de président de la fédération :
- depuis 2016 : Nelson Mendoza[10]